# 张凯斌
张凯斌（？—），男，中华人民共和国外交官，现任中华人民共和国驻威廉斯塔德总领事。

## 生平
张凯斌曾任驻洛杉矶总领事馆领事、驻棉兰总领事馆副总领事、驻以色列大使馆参赞和外交部领事司参赞。2020年9月，任驻米兰总领事馆副总领事。2025年7月，出任中华人民共和国驻威廉斯塔德总领事。